# Honoré Champion
Honoré Champion, francoski knjižničar in urednik, * 1846, † 1913.
Leta 1874 je ustanovil Éditions Honoré Champion.